# Isotta Fraschini D70M
 (mars 2025).
L'Isotta Fraschini D70M est un camion militaire de moyen tonnage polyvalent, produit par le constructeur italien Isotta Fraschini entre 1935 et 1940.  

## Histoire
Dans les années 1930, l'entreprise milanaise Isotta Fraschini (IF), spécialisée dans la fabrication d'automobiles de très grand luxe, de moteurs d'avions et de bateaux, commence la production de camions, avec le lancement, en 1934, du camion lourd D80. L'année suivante, IF lance le camion militaire de moyen tonnage D70M qui est remplacé, en 1940, par l'Isotta Fraschini D65 "unifié".
En 1937, le gouvernement italien publie un Décret Ministériel pour instaurer les versions "unifiées" de tous les véhicules industriels. Ce décret imposait à tous les constructeurs une stricte standardisation de certaines caractéristiques : poids, charge utile, nombre d'essieux, vitesse, et interchangeabilité des composants entre les marques, en prévision d'une éventuelle réquisition par l'armée du Roi d'Italie en cas de guerre. Isotta Fraschini se met en conformité et lance l'Autocarro unificato Isotta Fraschini D80 CO en version civile ainsi que militaire D80 COM, aussi connus comme D80 2e série et, en 1940, présente un nouveau modèle pour couvrir le segment de moyen tonnage, le D65 qui remplace le D70M. 
L'IF D70M est un camion de type 4×2 avec roues motrices arrière jumelées. Il est propulsé par un moteur diesel 6 cylindres de 6.754 cm3 (alésage de 105 mm x course de 130 mm), développant 64 chevaux à 1.800 tr/min. La charge utile est de 3 tonnes.